# Gulknölshocko
Gulknölshocko (Crax daubentoni) är en fågel i familjen trädhöns inom ordningen hönsfåglar.

## Utbredning
Den förekommer i llanos i nordöstra Colombia och angränsande norra Venezuela.

## Status
IUCN kategoriserar arten som nära hotad.

## Namn
Fågelns vetenskapliga artnamn hedrar den franske naturforskaren Edmé Louis d’Aubenton (eller Daubenton) (1732-1788).

## Bildgalleri

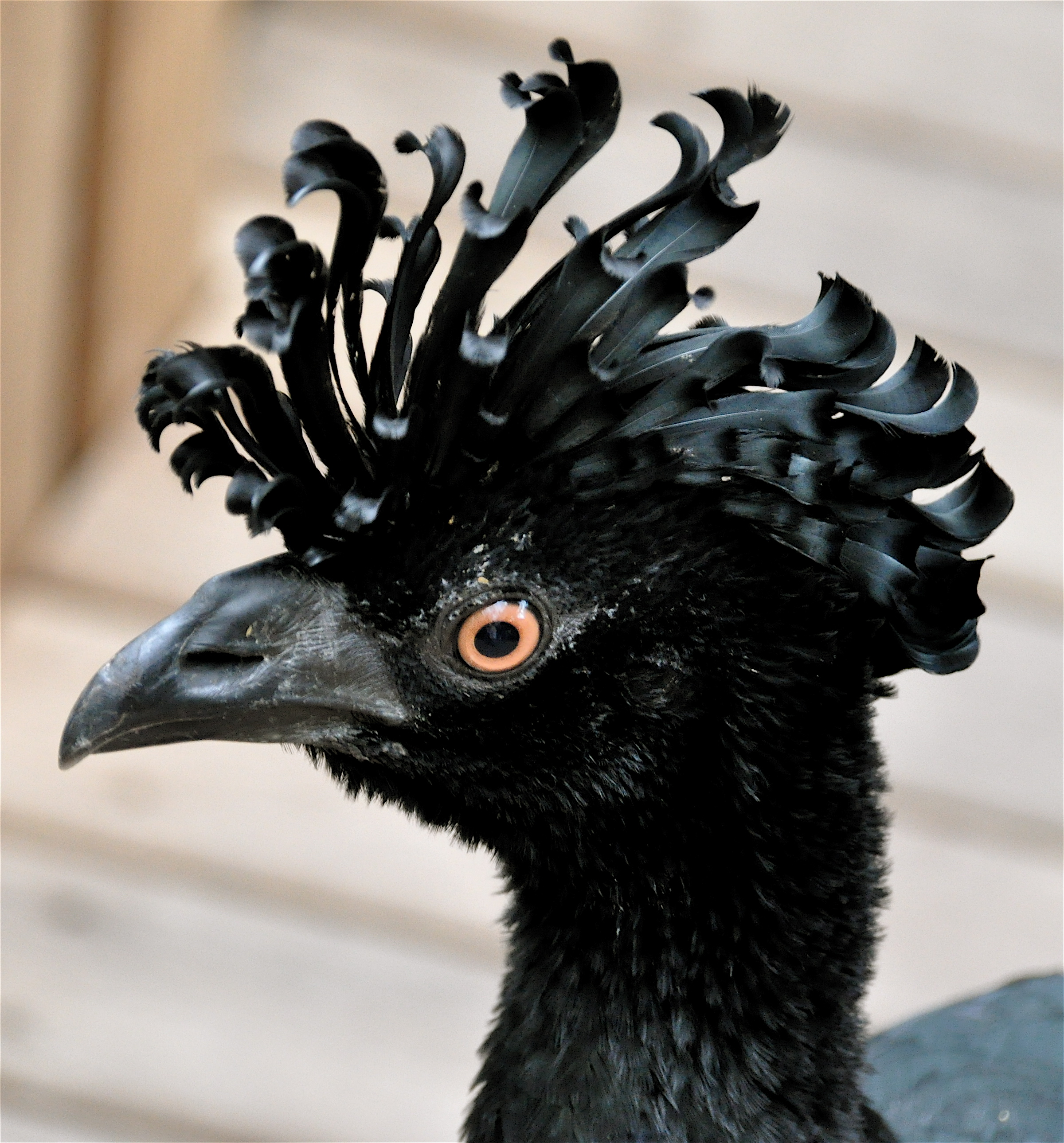
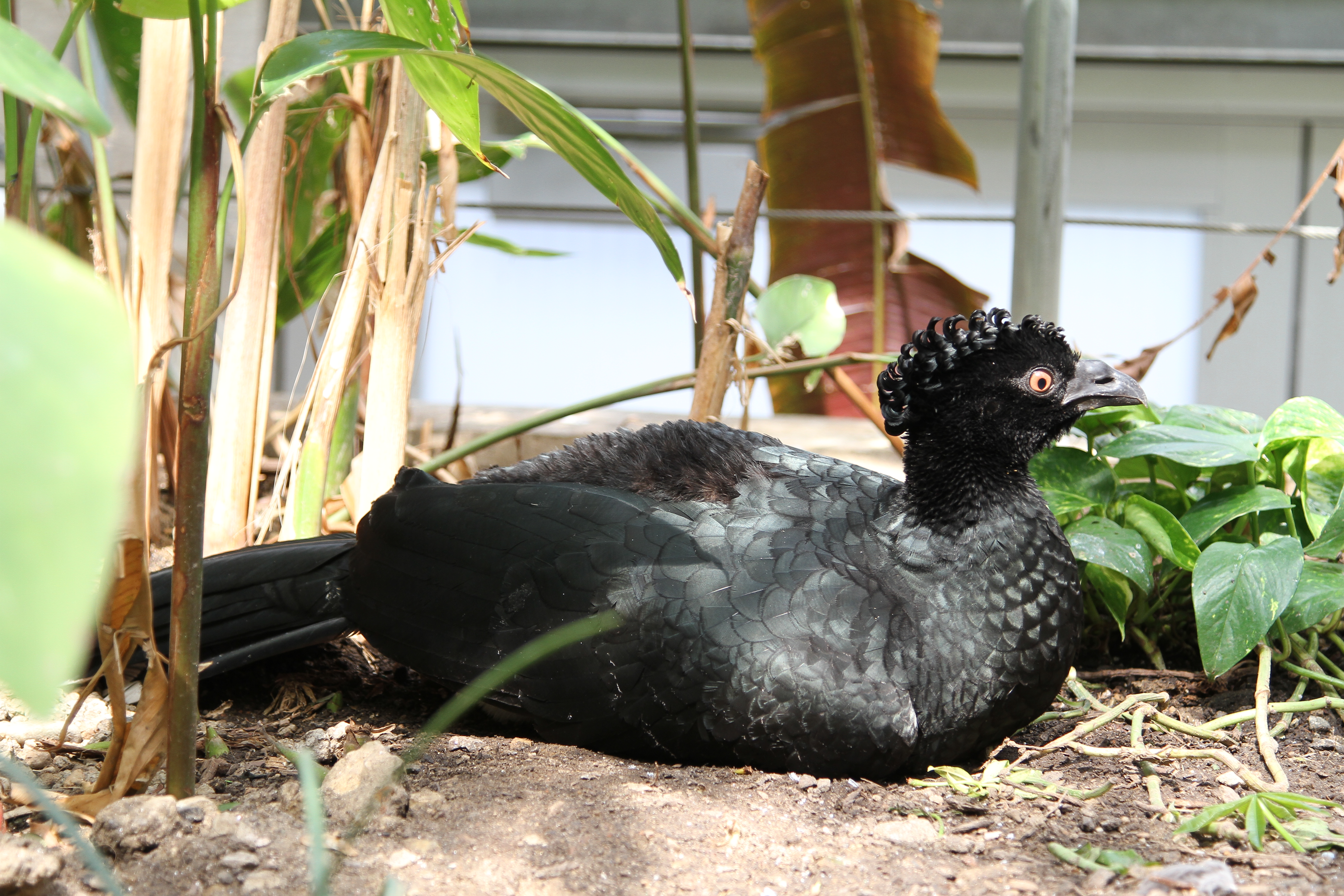